# Place de la chanson de Tallinn
Le place de la chanson de Tallinn (en estonien : Tallinna lauluväljak) est une scène musicale en plein air située à Tallinn en Estonie.

## Présentation
La place de la chanson de Tallinn est connue pour accueillir le Festival estonien de la Chanson tous les cinq ans, ainsi que des concerts musicaux à grande échelle.
D'une capacité de 75 000 spectateurs, la superficie de la place est de 23 hectares.
La place de la chanson abrite également le phare de la place de la chanson  qui mesure 42 mètres de haut et a été construit en 1960 dans le cadre du complexe Tallinna lauluava laulukaare.
Le feu au sommet du phare est allumé uniquement lors des chants de Noël.
Le phare est ouvert toute l'année à toutes les personnes intéressées et offre une vue sur la place de la chanqon, la ville de Tallinn et la baie de Tallinn.

## Histoire
La scène de la chanson de Tallinn a été construite pour accueillir le Festival estonien de la Chanson, un événement fondé en 1869 par Johann Voldemar Jannsen et qui diffuse tous les cinq ans la musique et la culture en langue estonienne .
L'installation, utilisée pour le festival depuis 1928, se trouve sur un terrain en plein air dans le quartier de Kadriorg, au nord-est de la capitale.
La tribune principale où sont placés les chœurs a été conçue par Karl Burman.
Lorsque l'Estonie fut occupée par l'Union soviétique, les autorités y ordonnèrent la construction d'un grand auditorium, dont l'inauguration eut lieu en 1959, coïncidant avec le vingtième anniversaire de la République socialiste soviétique d'Estonie. Les nouveaux équipements étaient prêts pour le Festival de 1960.
Pendant le processus de restauration de l'indépendance de l'Estonie et du reste des républiques baltes, le Festival de la chanson est devenu une scène de protestation pour le peuple estonien,.
En plus du Festival lui-même, le lieu a été utilisé pour accueillir des concerts d'artistes internationaux majeurs, dont le festival Glasnost Rock en 1988.
Après la restauration de l'indépendance de l'Estonie, la scène de la chanson de Tallinn est devenue le principal lieu des concerts de masse. Certains des artistes les plus importants qui s'y sont produits sont Michael Jackson (1997), Metallica (2006), Madonna (2009) et Lady Gaga (2012).
En 2008, le Festival de la chanson estonienne a été déclaré patrimoine culturel immatériel de l'humanité par l'UNESCO.
Le 29 juin 2004, une statue en bronze de Gustav Ernesaksa, haute de 2,25 mètres et pesant 2,5 tonnes, créée par Ekke Väli et Vello Lillemetsa, a été érigée sur la place de la chanson de Tallinn,.

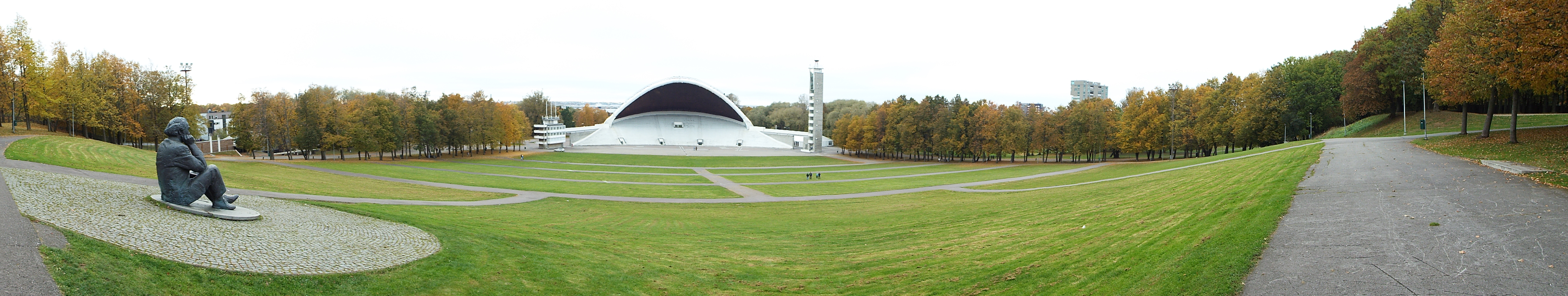

## Galerie

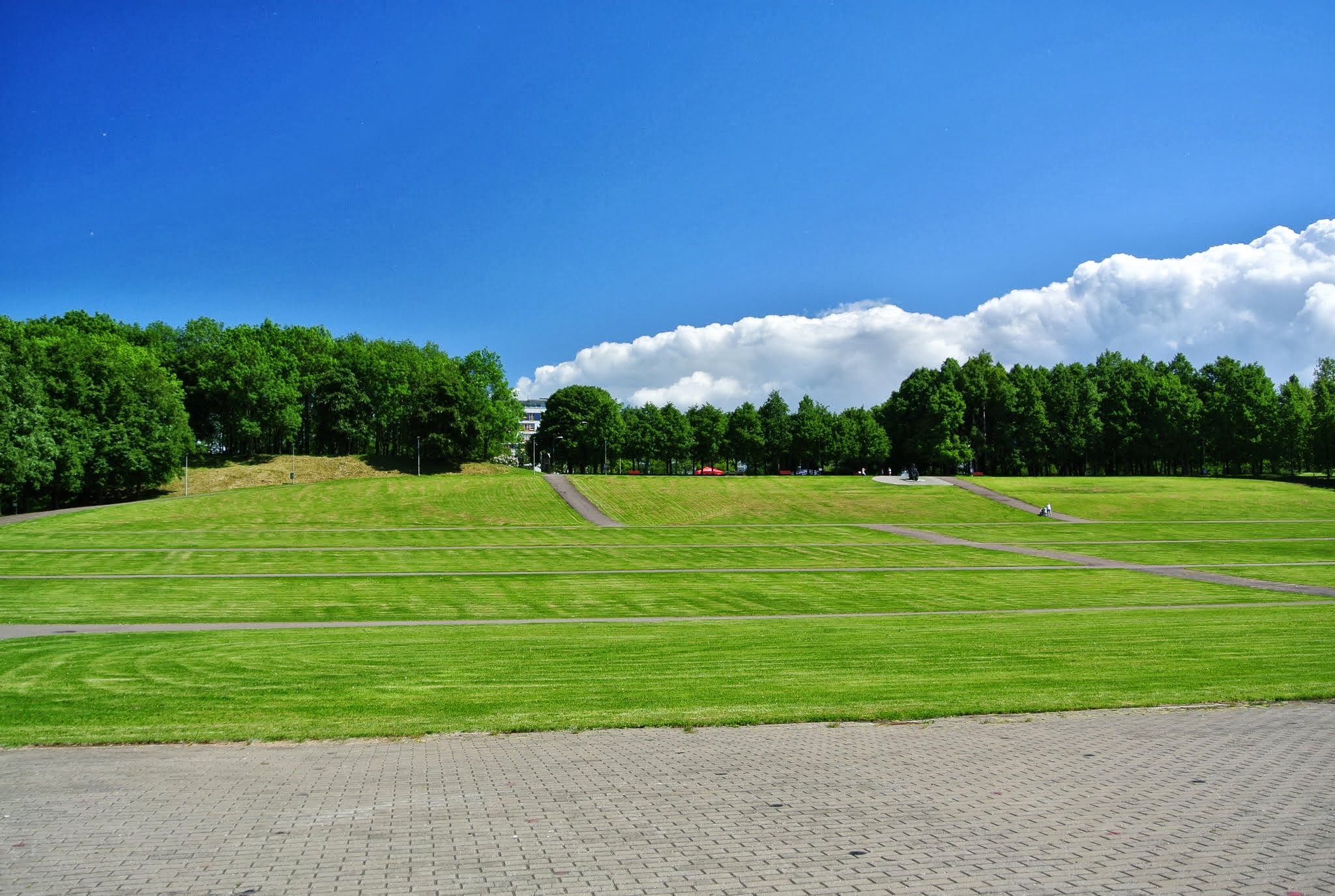
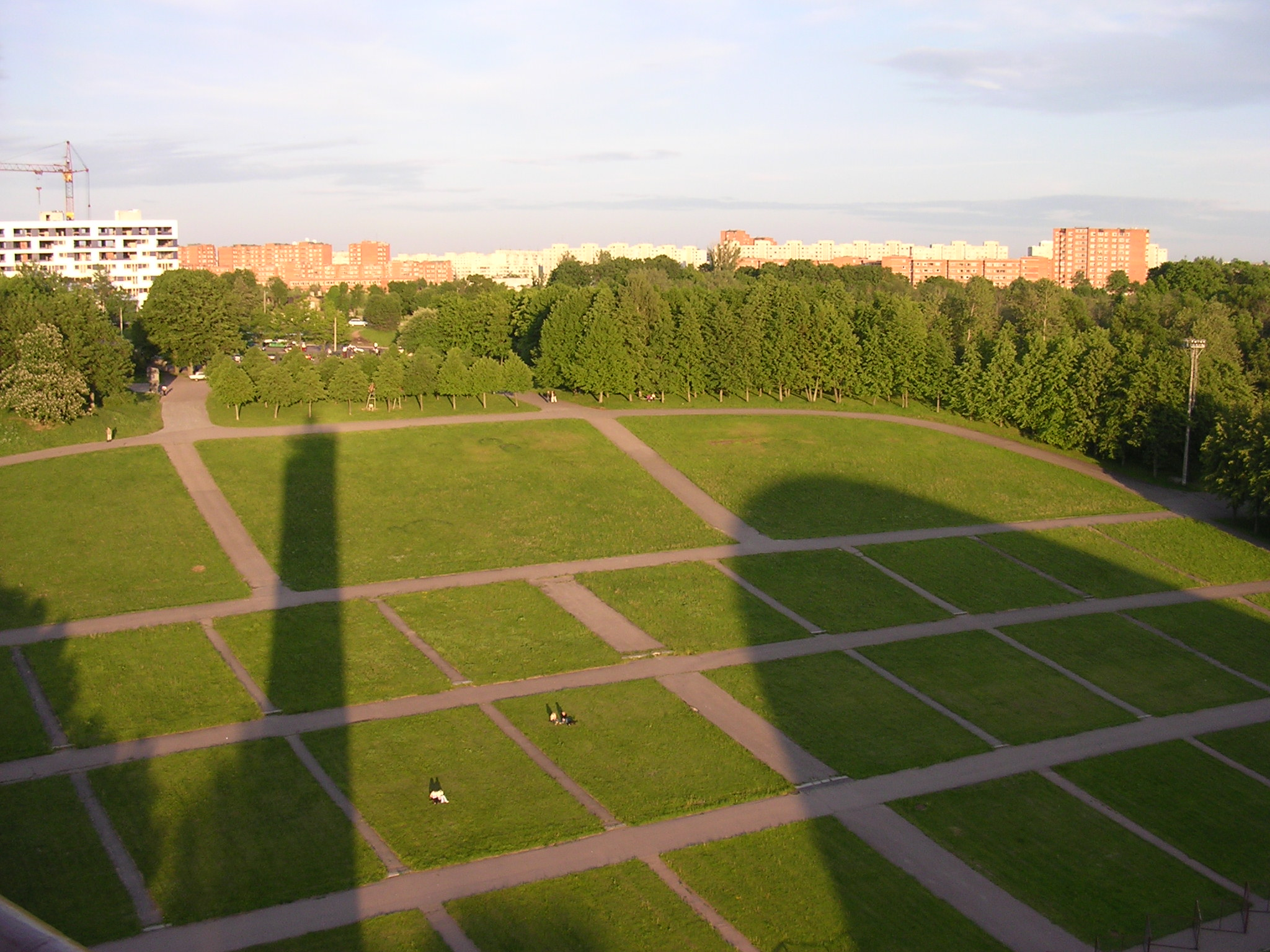